# Аде, Марен
Марен Аде (нем. Maren Ade; род. 12 декабря 1976, Карлсруэ) — немецкий режиссёр, сценарист и продюсер.

## Биография
Аде родилась в Карлсруэ, ФРГ. Будучи подростком, стала снимать свои первые короткометражные фильмы и участвовать с ними в творческих конкурсах.
В 1998 году она начала изучать производство фильмов и медиаменеджмент, а позднее режиссуру кино в Университете телевидения и кино (HFF) в Мюнхене., который она успешно окончила в 2004 году.
В режиссуре дебютировала в 2000 году короткометражным фильмом «Уровень 9». Член жюри 70-го Каннского кинофестиваля.
Проживает в Берлине вместе с мужем и двумя детьми. Преподаёт сценаристику в Киноакадемии Баден-Вюртемберг в Людвигсбурге.

## Фильмография
| Год  |     | Русское название         | Оригинальное название      | Роль                          |
| ---- | --- | ------------------------ | -------------------------- | ----------------------------- |
| 2000 | кор | Уровень 9                | Ebene 9                    | режиссёр, сценарист           |
| 2003 | ф   | Лес для деревьев         | Der Wald vor lauter Bäumen | режиссёр, сценарист           |
| 2009 | ф   | Страсть не знает преград | Alle Anderen               | режиссёр, сценарист, продюсер |
| 2016 | ф   | Тони Эрдманн             | Toni Erdmann               | режиссёр, сценарист, продюсер |

## Награды и номинации
2005
- «Лес для деревьев»
  - Сандэнс — специальный приз жюри (победа), гран-при за лучший драматический фильм (номинация)
  - Deutscher Filmpreis — лучший фильм года (номинация)

2009
- «Страсть не знает преград»
  - Берлинский МКФ — «Серебряный медведь» — гран-при жюри, «Серебряный медведь» — лучшая женская роль, Femina-Film Prize
  - Deutscher Filmpreis — лучший фильм года, лучшая режиссура, лучшая женская роль (номинация)

2014
- Berlin Art Prize в категории «Кино и Медиа-арт»

2016
- «Тони Эрдманн»
  - Каннский МКФ — Золотая пальмовая ветвь (номинация), Приз ФИПРЕССИ (конкурсная программа)[6]
  - Critics’ Choice Movie Awards — лучший фильм на иностранном языке (номинация)[7]
  - Премия Европейской киноакадемии — лучший фильм, лучший режиссёр, лучший сценарист, лучшая мужская роль, лучшая женская роль (победа)[8]
  - Премия британского независимого кино — лучший иностранный независимый фильм (номинация)
  - European Parliament's Lux Prize[9]
  - Премия Национального общества кинокритиков США — лучший фильм на иностранном языке (победа), лучшая женская роль (2-й приз)[10]
  - BAFTA — лучший фильм на иностранном языке (номинация)[11]
  - «Золотой глобус» — лучший фильм на иностранном языке (номинация)[12]
  - New York Film Critics Online — ТОП-12 лучший фильмов года[13]
  - «Оскар» — лучший фильм на иностранном языке (номинация)[14][15]
  - «Независимый дух» — лучший иностранный фильм (победа)[16]
- «Евразийский мост» — Приз за лучшую режиссерскую работу